# ピエール・デュポン (軍人)

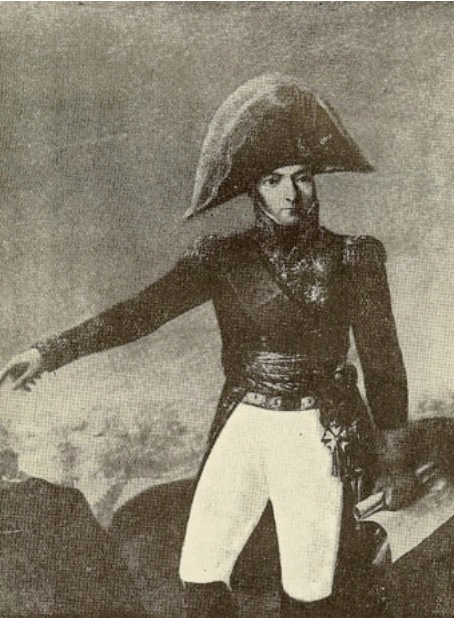
ピエール・デュポン

ピエール・デュポン（仏: Pierre-Antoine, comte Dupont de l'Étang, 1765年7月4日 - 1840年3月9日）は、フランス革命戦争及びナポレオン戦争期、フランス復古王政期のフランス軍人。兄のピエール・アントワーヌ・デュポン＝ショーモンと共にフランス軍の将軍となった。

## 経歴

### フランス革命戦争まで
シャラント県シャバネで生まれた彼は1784年にフランス軍に入隊し少尉となり、その後マイユボワの砲兵隊の中尉となった。この頃はオランダでプロイセンと対峙した。1791年7月21日にジャン＝バティスト・ド・ロシャンボーの指揮下の歩兵第12連隊に所属した。同年10月10日にはリールのシャルル・フランソワ・デュムリエの指揮下、ディロン将軍の北部方面軍に所属した。1792年1月12日には大尉に昇進した。4月29日にベジューからの撤退の際にはディロン将軍が戦死した中、撤退を行った。その後亡くなったディロンの弟のアーサー・ディロン将軍の下でヴァランシエンヌでの戦闘に勝利、6月10日にはルイ16世からサン・ルイ騎士十字章を受章した。これはルイ16世が生前に授けた最後の勲章であった。1792年9月20日のヴァルミーの戦いに加わった後、ベルギー方面の部隊長となった。部隊はヨーク公フレデリックに包囲されているダンケルクを救出するために行われた1793年9月8日のオンショオットの戦いに参加した。9月13日、彼の部隊はメーネン（現ベルギー）でホーエンローエの部隊に包囲され敗れた。
その後退役した彼は1795年10月31日、ラザール・カルノーより准将に任じられた。1797年には師団長となった。1799年11月のブリュメールのクーデターでナポレオン・ボナパルトを支持した彼は1800年4月1日にルイ＝アレクサンドル・ベルティエの指揮下の予備軍に配属されて5月にはバールの要塞を攻撃した。6月14日のマレンゴの戦いに参加した後、ミヒャエル・フォン・メラスを追撃した彼はアレッサンドリアなどミンチョ川までの12個の要塞を奪取した。8月15日にはジャン＝バティスト・ジュールダン将軍によってイタリア方面軍の右翼の指揮官に任命された。ギヨーム＝マリ＝アンヌ・ブリューヌと共にトスカナ地方を攻略、10月15日にはフィレンツェに10月23日にはリヴォルノに入城した。ミンチョ川には依然としてハインリヒ・フォン・ベレガルデの7万人の部隊がおりガルダ湖とマントヴァを睨んでいた。アルプス山脈を超えてきたジャック・マクドナルの部隊にブリューヌが合流しミンチョ川、アディジェ川にオーストリア軍の防衛ラインを後退させた。北上して本隊と合流した彼は右翼に配置されヴァレッジョの橋梁を奪取、12月25日のポッツォーロの戦いでも勝利した。
1801年1月22日、彼はイタリア戦線を離れ1802年3月22日にはメジエールの第2師団長、1803年8月30日にはミシェル・ネイ指揮下にあるコンピエーニュの第1師団長となった。同年12月12日、彼の第1師団はモントルイユに移動、1804年6月14日に彼はレジオンドヌール勲章を受章した。

### ナポレオン戦争

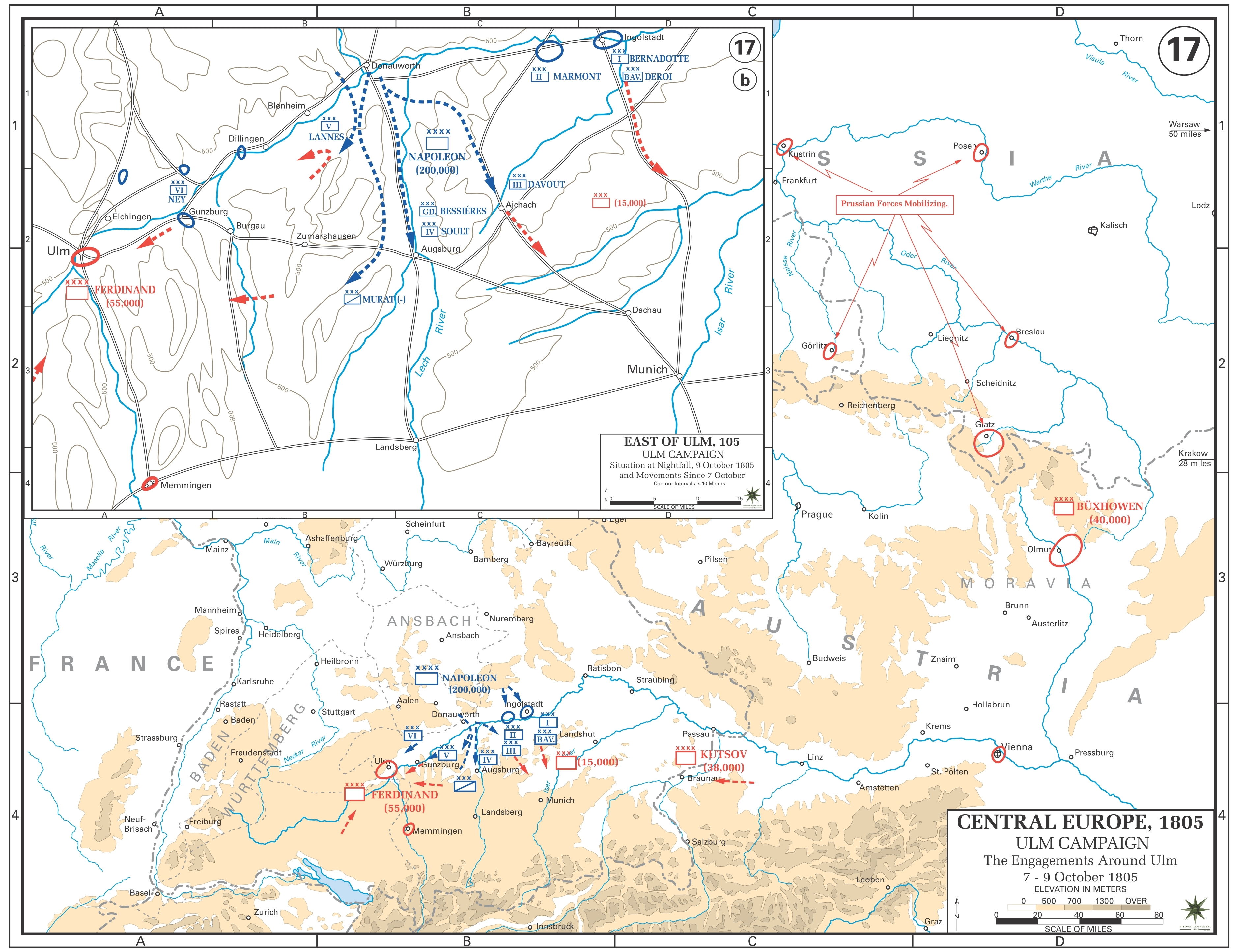
ウルム戦役での各国軍隊の移動

大陸軍が結成された際、彼はネイの第6軍団に所属することとなり1805年9月26日にはロテルブールに駐屯した。
ドナウ川上流のウルムにいるカール・マックのオーストリア軍がフランス軍がシュヴァルツヴァルトに到着する前にドナウヴェルトへ撤退しウィーンに駐屯するミハイル・クトゥーゾフのロシア軍と合流するのを防ぐためナポレオンはイラー川での戦闘を決心、デュポンはドナウ川の左岸を制圧するよう命じられた。彼の部隊は3個歩兵連隊、2個騎兵連隊、数門の大砲しか持たない6,000人でありウルムのマックが60,000人の全軍で押し寄せた場合、危険となる任務であった。10月11日に行われたフェルディナンド大公の率いる25,000人とのアルベックの戦いで彼は激戦の末、4,000人の捕虜を確保する活躍を見せてオーストリア軍がウルムからボヘミアへ撤退することを阻止した。10月13日にナポレオンがウルムに到着するとドナウ左岸にいるデュポンの軍が孤立していることを知り、ネイにデュポンとの連携を取るように命令、10月14日にエルヒンゲンの戦いで彼らは勝利しウルムの包囲網が完成した。ウルムの戦いの後、彼の部隊はオーギュスト・マルモンの軍団と共に進軍し、その後エドゥアール・モルティエの指揮下に入った。11月11日には数で大幅に勝る相手とのデュルンシュタインの戦いで部隊は大打撃を受けたが善戦した。この時の大損害を受けたため彼はアウステルリッツの戦いには参加しなかった。
1806年10月5日に彼は第1軍団長のベルナドットの指揮下に入り、イエナ・アウエルシュタットの戦いの後、ヴュルテンベルク公率いる残兵18,000人とハレで破った。この時彼の部隊は驚異的な速さで進軍しヴュルテンベルク公の部隊がザーレ川の対岸に撤退するのを阻止した。この戦いで彼の部隊5,000人に対して高地にいるプロイセン軍は12,000人と劣勢だったがデルロンの来援により勝利した。11月6日にリューベック郊外の戦闘に勝利、1807年2月26日にはブラウンスベルク（現ポーランド、ブラニェヴォ）の戦いで捕虜2,000人、大砲16門を鹵獲した。6月14日のフリートラントの戦いではヴィクトールの指揮下で戦い突出したネイの部隊の危機を救った。彼は19,261人の部隊の指揮官となり、同年6月30日、ワルシャワ大公となった後、9月15日にはベルリンの上級指揮官となった。9月23日には新たに5,882人が彼の指揮下に入った。

### 半島戦争及びその後

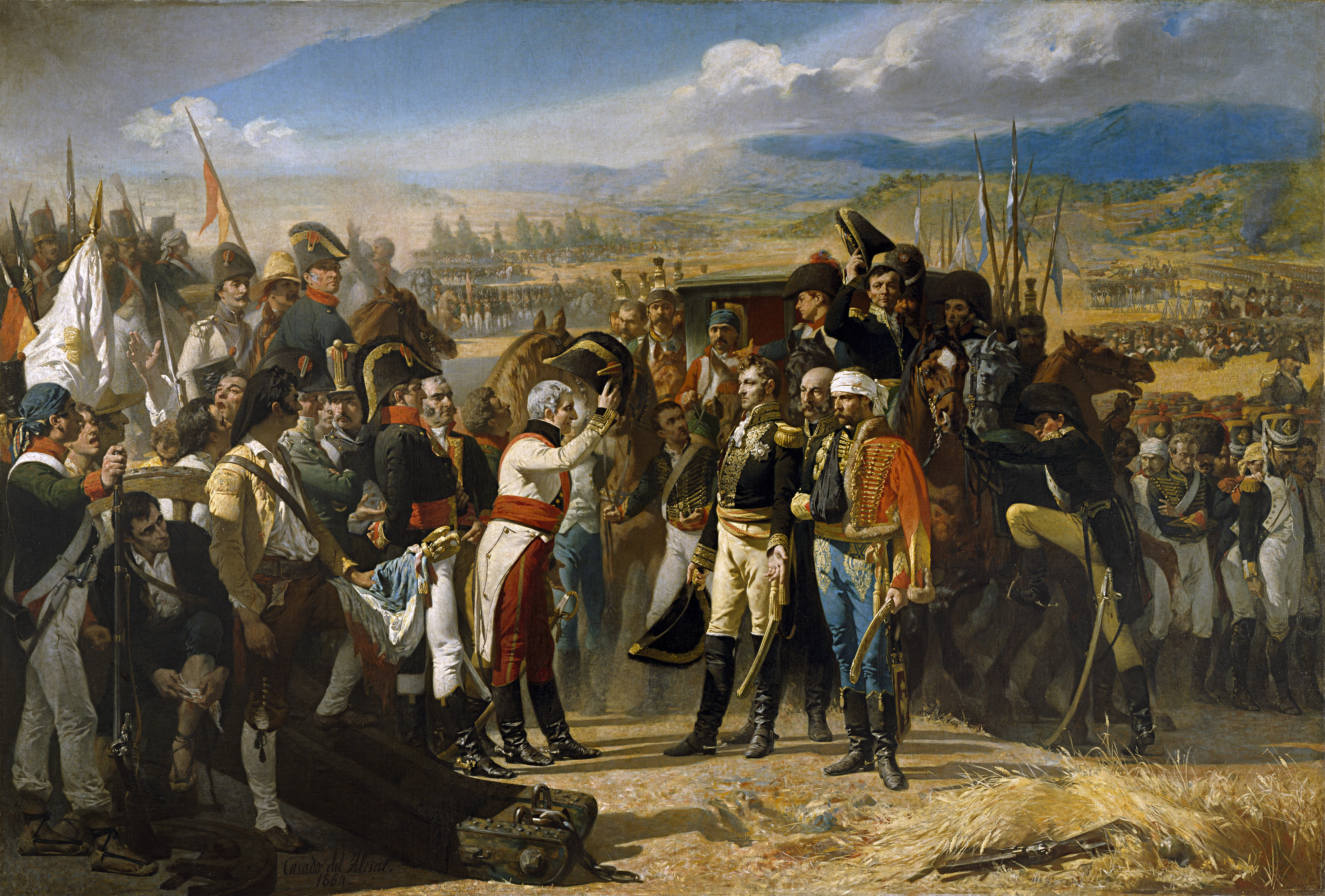
バイレーンの戦いでの降服

ティルジットの和約の後、フランスに戻り第2軍団長となりジロンド県に駐屯した彼はスペインに派遣された。1807年12月26日にビトリア＝ガステイスに到着、翌1808年1月12日にはバリャドリッドに到着した。4月11日にはアランフエス、24日にはトレド、6月2日にはアンドゥハルに到着した。マクシミリアン・セバスティアン・フォワは当時のことについて半島戦争ではデュポンより階級が上の人物はおらずアンダルシア地方へ彼が出発した際にカディスを占領し元帥杖を授かることを誰もが信じていたという。1808年のナポレオンとカルロス4世、フェルナンド7世との間で行われたバイヨンヌの会談以降、スペインの人民はフランス帝国に対して不満を高め、1808年5月2日にマドリードで蜂起、アストゥリアス、ガリシア、レオン、カスティーリャでも次々と蜂起した。コルドバに進軍していた彼は12,000人の兵と共にスペイン軍40,000人と遭遇しアンドゥハルへ撤退した。彼はそこで貴重な時間を費やしその後バイレンに赴いたが3万5000人のスペイン兵に包囲されていた。7月16日から4日間続いたバイレンの戦いの後、7月23日に2万人の兵とともに降伏した。
これは大陸軍初の降伏であったため、ナポレオン1世は「我々の軍旗を汚した」と猛烈に怒り、そして9月21日にトゥーロンに帰国したデュポンを大逆罪で逮捕させた。デュポンは11月15日にパリへ移送された。彼に対しては寛大な処置を求めようとする他の将軍たちもいたが、ジャン＝ジャック・レジ・ド・カンバセレスはこれを阻止した。彼は大逆罪に問われ、ジューの要塞に投獄されることとなり後にデュレに移された。
1814年、ナポレオンの退位によって釈放されて、5月12日にルイ18世のもとで陸軍大臣に就任した。経済的理由により、10万人の兵士を無期限休職とし、将校たちの身辺調査を実施、ナポレオンへの忠誠心が高い可能性のある1万2000人を給与半減の休職とし、別の職に就くことも禁じた。
12月13日にニコラ＝ジャン・ド・デュ・スールトと交代した。百日天下ではオルレアンに避難し、ロワール軍を指揮した。第2次王政復古で再び国務大臣となり、国王枢密院のメンバーとなった。
1832年に退役し1840年に亡くなるまで回想録を執筆した。ペール・ラシェーズ墓地に埋葬されている。